# Klaudia Martini
Klaudia Martini (* 5. Dezember 1950 in Ranna; † 20. Dezember 2024) war eine deutsche Juristin, Managerin und Politikerin (SPD).

## Leben und Beruf
Klaudia Martini geb. Fuchs wurde im Dezember 1950 in einer Kleinstadt in der Oberpfalz geboren. Nach dem Abitur am Lessing-Gymnasium Karlsruhe 1969 nahm Martini ein Studium der Rechtswissenschaften in Heidelberg und München auf, das sie 1974 mit dem ersten und 1977 mit dem zweiten juristischen Staatsexamen beendete. Sie wurde als Rechtsanwältin zugelassen, war kurzzeitig in diesem Beruf tätig und arbeitete von 1978 bis 1980 als Richterin am Verwaltungsgericht Augsburg. Von 1980 bis 1983 war sie als Regierungsrätin beim Landratsamt Neu-Ulm tätig. Dort war sie für die Bereiche Umweltschutz, Abfallwirtschaft, Wasserrecht, Gewerbeordnung, Schulrecht und Verkehrswesen zuständig. Anschließend wirkte sie als Landesanwältin bei der bayerischen Landesanwaltschaft. 1985/86 war sie dann Richterin am Verwaltungsgericht München.
Von 1991 bis 2001 war Martini Ministerin für Umwelt in Rheinland-Pfalz, seit 1994 für Umwelt und Forsten.
Martini übernahm am 1. Oktober 2001 den Vorstandsposten für Unternehmenskommunikation bei der Adam Opel AG in Rüsselsheim. In dieser Funktion war sie für Unternehmenspolitik, Regierungsbeziehungen, interne Kommunikation sowie für die Unternehmens- und Produktkommunikation verantwortlich. 2004 schied sie aus dem Unternehmen aus. Seither praktizierte sie wieder als Rechtsanwältin.
Klaudia Martini verbrachte ihre letzten Lebensjahre in ihrem Haus am Tegernsee und starb am 20. Dezember 2024. Sie war verheiratet mit Hannes Martini.

## Partei
Martini war seit dem Jahr 1983 Mitglied der SPD. Zeitweise war sie Vorsitzende des SPD-Unterbezirkes Neu-Ulm.

## Abgeordnete
Martini war seit 1984 Ratsmitglied der Stadt Neu-Ulm und Kreistagsmitglied des Kreises Neu-Ulm. Ihr verdankt die Stadt Neu-Ulm die Idee zur heutigen Gestaltung der Bahntrasse, das erste Projekt zu einer Bahntieferlegung, das die Bahn unter dem Titel "Neu-Ulm 21" fertigstellte und 2006 eröffnete. 1983 und 1989 kandidierte sie erfolglos gegen den Amtsinhaber Peter Biebl für das Amt des Neu-Ulmer Oberbürgermeisters; 1983 kam sie auf 42,3 Prozent, 1989 auf 48,6 Prozent. Dem Bayerischen Landtag gehörte sie von 1986 bis 1991 an.

## Öffentliche Ämter
Klaudia Martini wurde am 21. Mai 1991 als Ministerin für Umwelt in die von Ministerpräsident Rudolf Scharping geführte Regierung des Landes Rheinland-Pfalz berufen und gehörte auch der von Ministerpräsident Kurt Beck geleiteten Folgeregierung an. Am 26. Oktober 1994 wurde das Umweltministerium um den Bereich Forsten erweitert. Vor ihrem Wechsel in die Privatwirtschaft schied sie am 20. September 2001 auf eigenen Wunsch aus der Regierung aus und wurde als Ministerin von Margit Conrad abgelöst. Zu einem der großen politischen Erfolge Martinis gehörte die endgültige juristische Abwicklung des Kernkraftwerks Mülheim-Kärlich und damit die Abwendung milliardenschwerer Schadensersatzforderungen durch die RWE Energie AG. In ihrer Zuständigkeit für Lebensmittelüberwachung und Veterinärwesen war sie Mitte der 90er Jahre die erste Stimme in Deutschland, die öffentlich vor den Gefahren der BSE (Rinderwahnsinn) warnte und deshalb in den politischen Konflikt ging mit dem zunächst in dieser Sache untätigen Bundesgesundheitsminister Horst Seehofer. Im Hochwasserschutz erwarb sie sich Verdienste durch die mutige Standortfindung (gegen häufigen Widerstand vor Ort) für Polder entlang des Rheins zwischen der deutsch-französischen Grenze bis zum Mittelrhein. Martini war verantwortlich für die Gründung der SAM, der Sonderabfall-Management Gesellschaft für Rheinland-Pfalz, mit der sie die bis heute einzige Landesgesellschaft in Rheinland-Pfalz schuf, die Gewinn erwirtschaftet. Im gesellschaftspolitischen Diskurs zur Nachhaltigkeit war Martini neben der Effizienz und der Konsistenz insbesondere die Frage nach der Suffizienz wichtig – die Frage nach dem „wie viel ist genug?“ und die kritische Reflexion des Wachstumsaxioms.
Seit der Kommunalwahl 2008 in Bayern bis 2023 war Klaudia Martini Gemeinderätin in Bad Wiessee.